# Polybia sericea
Polybia sericea är en getingart som först beskrevs av Olivier 1792.  Polybia sericea ingår i släktet Polybia och familjen getingar. Inga underarter finns listade i Catalogue of Life.